# بنگرکلا
بنگرکلا، روستایی است از توابع بخش گتاب شهرستان بابل در استان مازندران ایران.

## جمعیت
این روستا در دهستان گتاب شمالی قرار دارد و براساس سرشماری مرکز آمار ایران در سال ۱۳۸۵، جمعیت آن ۶۸۶ نفر (۱۶۳خانوار) بوده‌است.

## اماکن
1: ملامحمد بن شهر آشوب: ابوجعفر، محمد بن علی بن شهرآشوب بن ابونصر بن ابوالجیش ساروی مازندرانی ملقب به رشیدالّدین و عزالدّین و مشهور به اِبن‌ِ شَهْرْآشوب (۴۸۹ - ۱۶ شعبان ۵۸۸ هجری قمری، ۴۷۵ یا ۴۷۶ - ۱۲ شهریور ۵۷۱ هجری خورشیدی، ۱۰۹۶ - ۲۷ اوت ۱۱۹۲ میلادی)، مفسر، محدث، ادیب و فقیه بزرگ شیعه است. تنها یک‌جا[۱] کنیه‌اش «ابوعبدالله» آمده و از آن‌جا وارد منابع اخیر شده‌است.

2: درویش علی

3: قلعه کتی

## نقشه
نقشه در Google